# Diospyros texana
Diospyros texana — вид насінних рослин родини Ebenaceae. Іспанською мовою він відомий як чапоте, чапоте манзано або чапоте прієто.

## Опис
D. texana — невелике дерево або великий кущ  з тривалістю життя від 30 до 50 років.  Зазвичай досягає розміру до 3 м у висоту, але може досягати 12 м за сприятливих умов.  Кора має м’який червонувато-світло-сірий колір  і на дорослих деревах відшаровується, виявляючи відтінки рожевого, білого та сірого кольорів на стовбурі. 

### Листя
Склерофільні листки  оберненояйцеподібні, темно-зелені, 2-5 см завдовжки та 1-3 см завширшки. Верхівки тупі. Поверхня блискуча, а нижня частина вкрита тонкими волосками. Листя кріпляться на 0,1-0,5 см черешках.  Дерева листяні на півночі свого ареалу, стаючи вічнозеленими далі на південь. 

### Квіти
D. texana дводомна (окремі чоловічі та жіночі дерева) і дає квіти, починаючи з березня або квітня. Квітки білі, урноподібні  і шириною 0,8–1,6 см. Вони мають п'ять чашолистків, п'ять пелюсток, 16 тичинок і чотири стилі. Квітки поодинокі або утворені в цими по два-три. 

### Фрукти
Плід D. texana — їстівна чорна півкуляста ягода діаметром від 1,5 до 2,5 см, яка дозріває в серпні.  Ягоди містять від трьох до восьми  світло-червоних трикутних насіння довжиною близько 0,8 см. 

## Поширення
Його батьківщиною є центральний і західний Техас і південно-західна Оклахома в Сполучених Штатах і східна Чіуауа, Коауіла, Нуево-Леон і Тамауліпас на північному сході Мексики.  Усі вони походять від науатльського слова tzapotl. Це слово також відноситься до різних фруктових дерев. 

## Середовище проживання
Його можна знайти на висоті від рівня моря до 1800 м. Він населяє плато Едвардс , пустелю Чіуауа  південну третину прибережних луків західної Мексиканської затоки,  Мескіталь Тамауліпан  і чагарник Тамауліпан.   У всьому ареалі D. texana віддає перевагу прибережним зонам, краї лук і скелястим схилам. Віддає перевагу добре дренованим і лужним ґрунтам.  

## Екологія
D. texana є рослиною-господарем для гусениць Strymon melinus і Callophrys henrici. 

## Таксономія
Diospyros texana був описаний Карлом Вільгельмом Шеєле та опублікований у Linnaea 22(2): 145–146. 1849. 
Синоніми
- Brayodendron texanum
- Diospyros cuneifolia
- Diospyros mexicana [16] [17]

## Використання
Що стосується кори та деревини, заболонь Diospyros texana світло-жовта, тоді як серцевина, яка зустрічається лише у дуже великих дерев, чорна (чорне дерево), як у родинного Diospyros ebenum.  Серцевина деревини тверда, щільна, має високий полір. Використовується для виготовлення гравіювальних блоків, творів мистецтва та інструментів. 
М'ясисті ягоди їстівні та солодкі в дозрілому вигляді  і використовуються для приготування пиріжків і заварних кремів; ними також користуються багато видів птахів і ссавців. Вони традиційно використовувалися корінними американцями для виготовлення чорної фарби для шкур тварин і досі використовуються для цієї мети в Мексиці.
Невеликий розмір, оголена кора, складне розгалуження та посухостійкість роблять D. texana не менш корисним як декоративна рослина. 

## Галерея

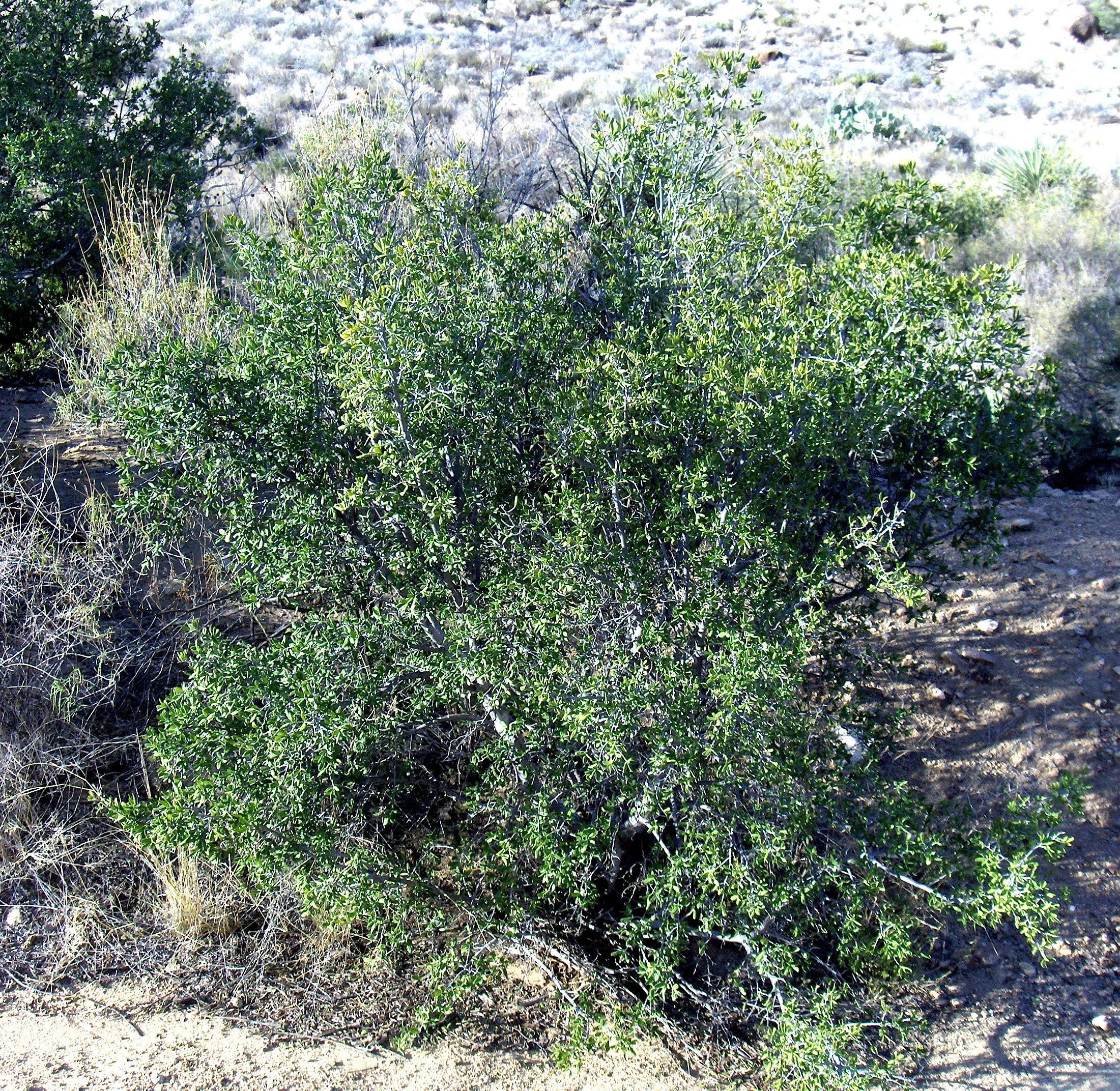
Кущ
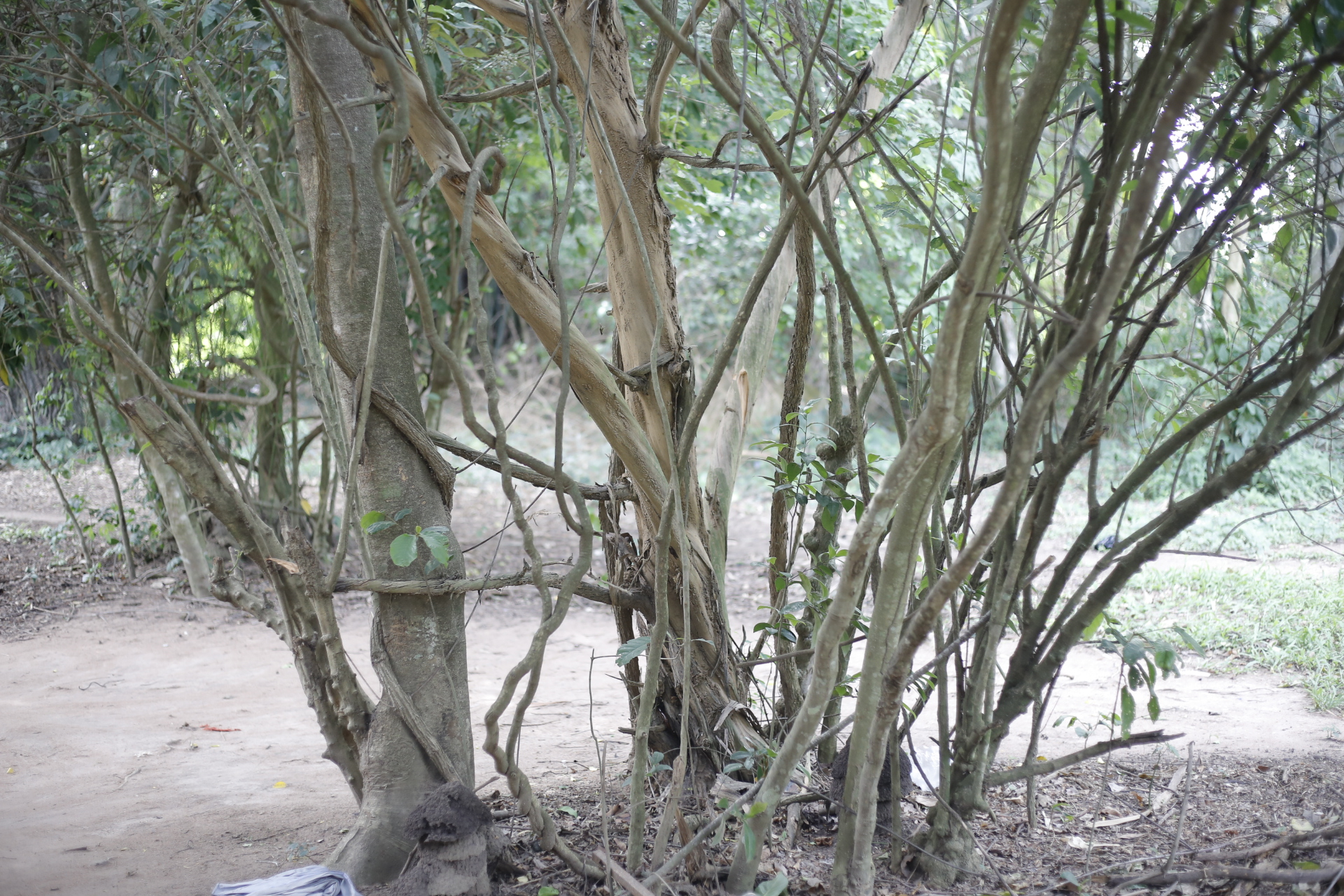
Стовбур
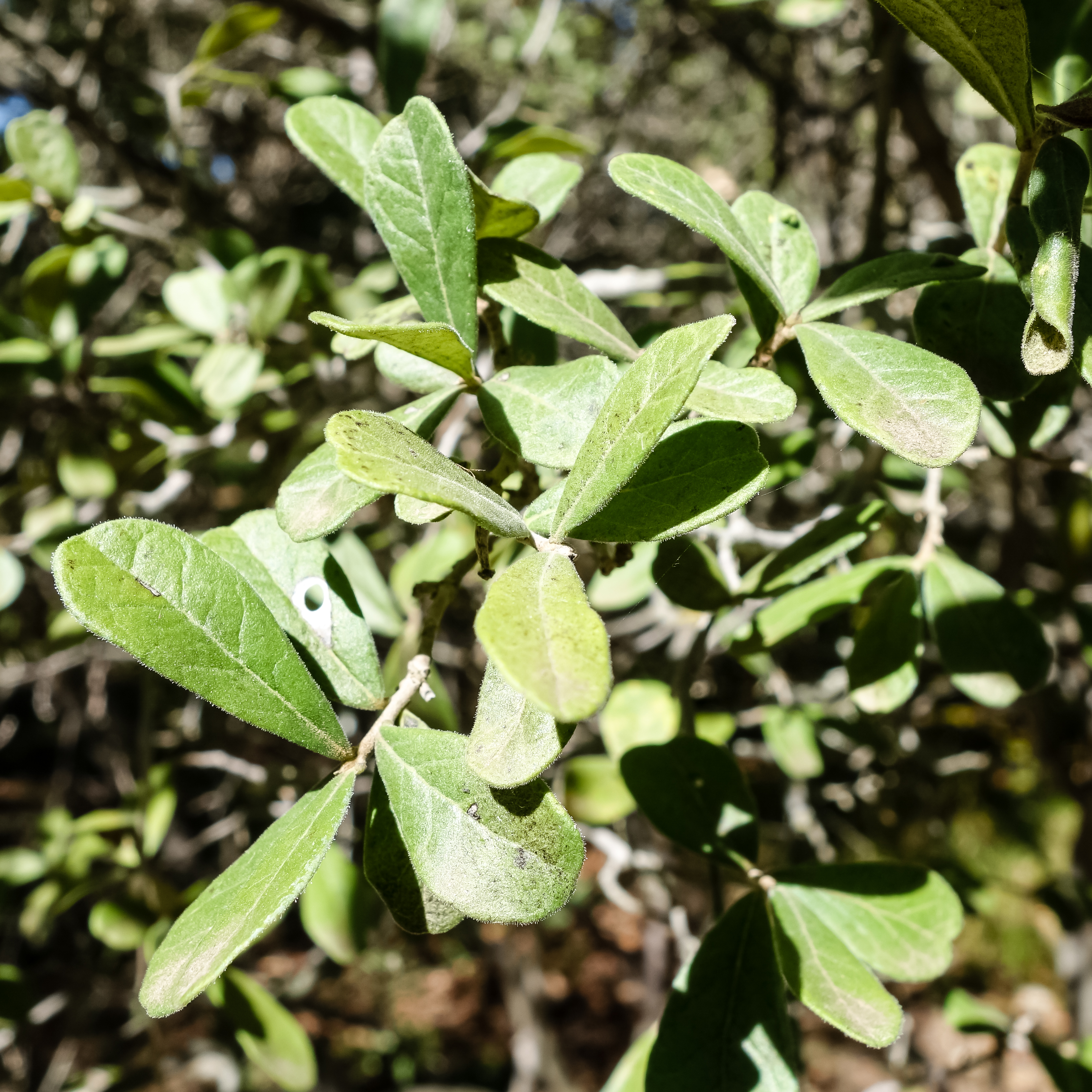
Листя
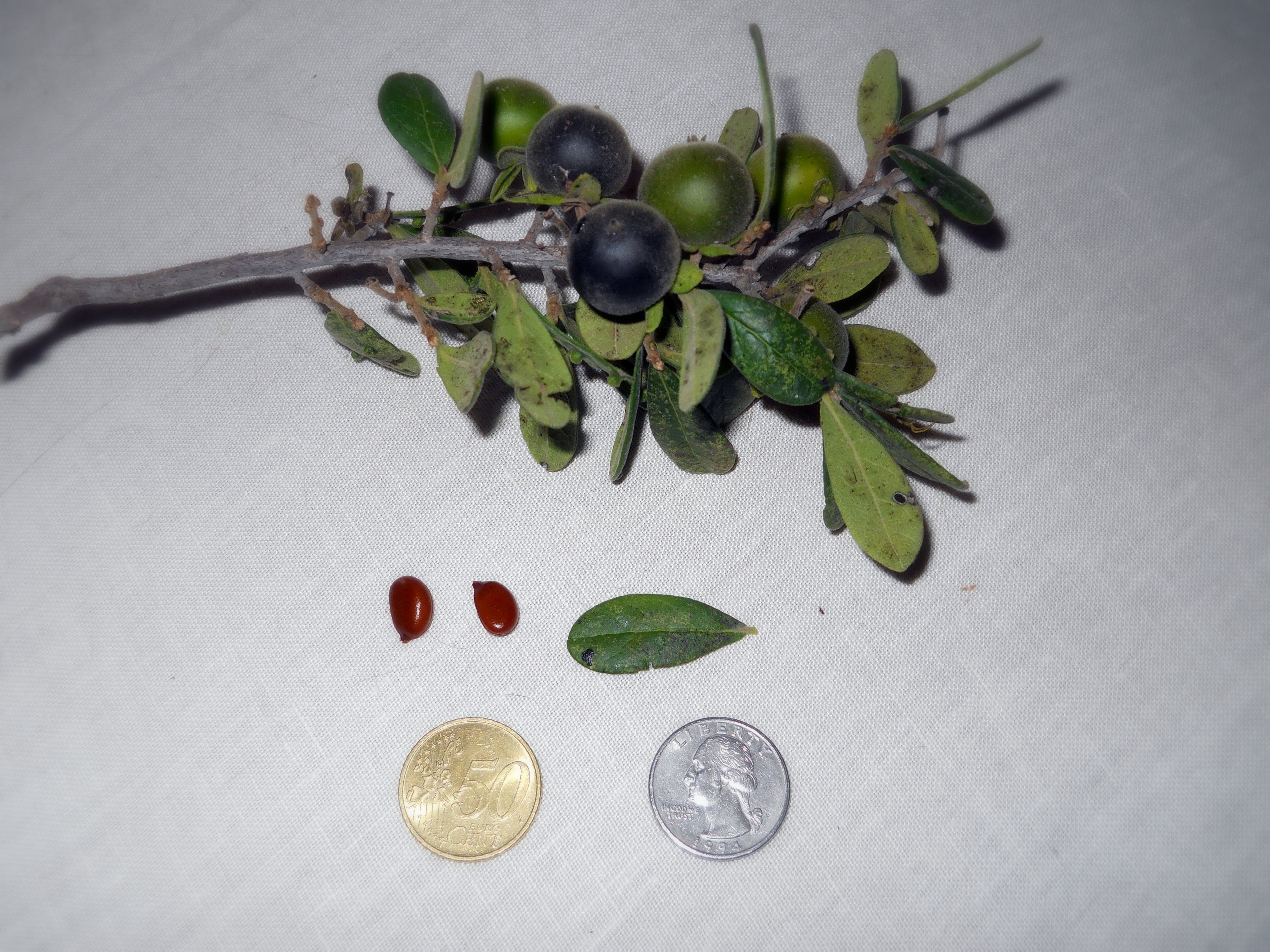
Плоди та насіння